# Strombus pugilis
Strombus pugilis es una especie de molusco gasterópodo de la familia Strombidae. En México se le conoce comúnmente como «canelo». Este gasterópodo es herbívoro.

## Clasificación y descripción
La concha de esta especie de gasterópodo es pesada, pero más delgada que Strombus alatus. La concha es de color variable, desde el rosa-anaranjado, hasta color rojo salmón. Una de sus principales características es la presencia de una marca de color azul cobalto en la parte final del canal sifonal. La vuelta corporal está muy desarrollada. Presenta una serie de espinas generalmente en el hombro de la última vuelta, pero pueden ser de mayor tamaño si se presentan en la penúltima vuelta. Presenta un periostraco pelúcido.

## Distribución
Strombus pugilis es una especie que se distribuye en las costas del Golfo de México y Mar Caribe, desde Veracruz hasta Quintana Roo en México.

## Ambiente
Habita en fondos marinos de poca profundidad, desarrollándose sobre fondos arenosos y limo-arenosos con el pasto marino Thalassia testudinum.

## Estado de conservación
Hasta el momento en México no se encuentra en ninguna categoría de protección, ni en la Lista Roja de la IUCN (International Union for Conservation of Nature) ni en CITES (Convención sobre el Comercio Internacional de Especies Amenazadas de Fauna y Flora Silvestres). Esta especie se comercializa en el sureste mexicano donde es consumido como alimento fresco, o puede ser enlatado y distribuirse en otras ciudades, como la Ciudad de México. Las conchas de esta especie también son comercializadas para artesanías.